# Kaitajärvi (sjö i Finland, lat 62,08, long 23,78)
Kaitajärvi är en sjö i Finland. Den ligger i kommunen Ruovesi i landskapet Birkaland, i den sydvästra delen av landet, 220 km norr om huvudstaden Helsingfors. Kaitajärvi ligger 121 meter över havet. Arean är 4,4 hektar och strandlinjen är 1,44 kilometer lång. Sjön  ingår i Kumo älvs huvudavrinningsområde.   I omgivningarna runt Kaitajärvi växer i huvudsak barrskog.
I övrigt finns följande i Kaitajärvi:
- Susisaari (en ö)
- Taavettisaari (en ö)